# Brianna Throssell
Brianna Throssell, född 10 februari 1996, är en australisk simmare.

## Karriär
Throssell tävlade för Australien vid olympiska sommarspelen 2016 i Rio de Janeiro, där hon slutade på åttonde plats i finalen på 200 meter fjärilsim.
I juni 2022 erhöll Throssell guld på 4×100 meter frisim vid VM i Budapest efter att ha simmat i försöksheaten där Australien sedermera tog guld. Hon var en del av kapplaget som tog silver på 4×100 meter medley. Throssell erhöll ytterligare två silver efter att simmat försöksheaten på 4×200 meter frisim och 4×100 meter mixed medley där Australiens kapplag sedermera tog silver i finalerna.
I februari 2024 vid VM i Doha tog Throssell brons på 200 meter frisim. Hon var även en del av Australiens kapplag som tog guld på 4×100 meter medley, silver på 4×100 meter frisim, 4×100 meter mixed frisim och 4×100 meter mixed medley samt brons på 4×200 meter frisim.